# Lan phích Việt Nam
Lan phích Việt Nam (danh pháp: Flickingeria vietnamensis) là một loài thực vật có hoa trong họ Lan. Loài này được Seidenf. mô tả khoa học đầu tiên năm 1992.